# Фолкс, Себастьян
Себастьян Чарльз Фолкс (англ. Sebastian Charles Faulks, 20 апреля 1953, Ньюбери, Англия) — британский писатель и журналист, автор исторических романов и романа о Джеймсе Бонде Дьявол не любит ждать, изданного под аллонимом Ян Флеминг.

## Произведения

### Художественная литература
- 1984 — A Trick of the Light Bodley Head
- 1989 — Девочка и золотой лев (англ. The Girl at the Lion D’or)
- 1992 — A Fool’s Alphabet
- 1993 — Пение птиц (англ. Birdsong)
- 1998 — Шарлотта Грей (англ. Charlotte Gray)
- 2001 — On Green Dolphin Street
- 2005 — Human Traces, ISBN 0-09-179687-3
- 2007 — Энглби (англ. Engleby)
- 2008 — Дьявол не любит ждать (англ. Devil May care)
- 2009 — Неделя в декабре (англ. A Week In December)
- 2012 — Возможная жизнь (англ. Possible Life)
- 2013 — Дживс и свадебные колокола (англ. Jeeves and the Wedding Bells)
- 2015 — Там, где билось мое сердце (англ. Where My Heart Used to Beat)
- 2018 — Парижское эхо (англ. Paris Echo)
- 2021 — Snow Country

### Эссе
- 1999 — The Vintage Book of War Stories
- 1996 — The Fatal Englishman: Three Short Lives
- 2006 — Pistache

## Награды и премии
- 1994 British Book Awards Автору года
- 1998 Джеймс Тейт Чёрный почётный приз за рассказ «Шарлотта Грэй»
- 2002 награда CBE
- 2009 British Book Awards Популярная писательская награда за книгу «Дьявол не любит ждать»